# Rushen (paroisse insulaire)
Pour les articles homonymes, voir Rushen.

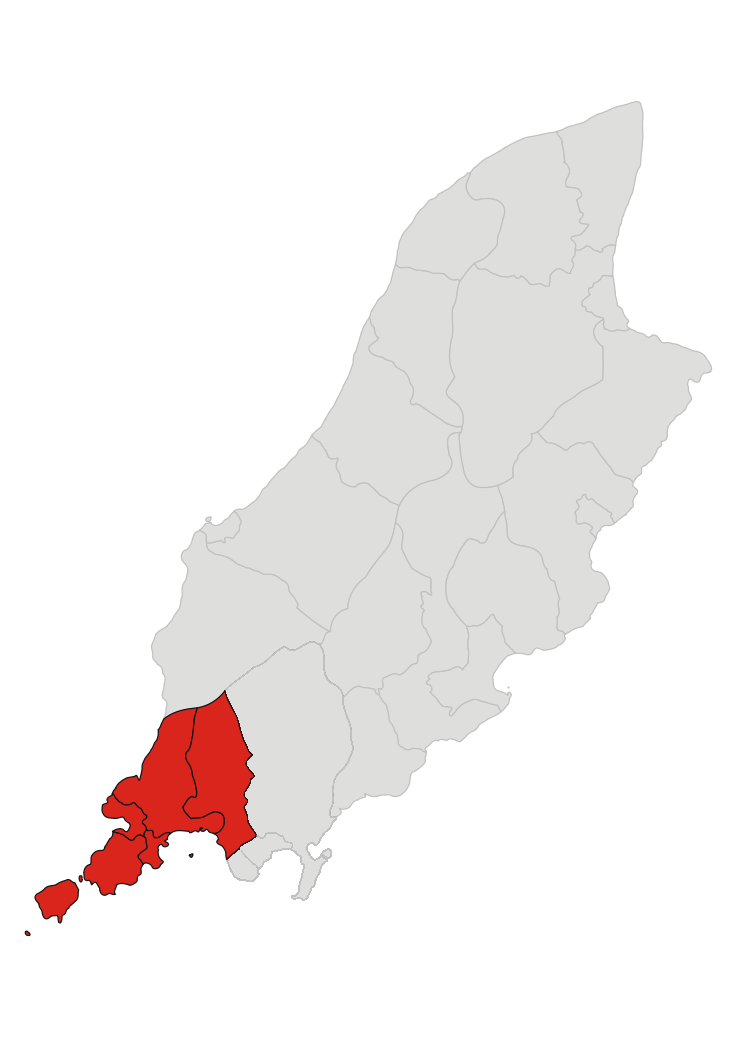
Situtation de la paroisse insulaire du sheading de Rushen sur l’île de Man.

Rushen est une paroisse insulaire du sheading de Rushen sur l’île de Man.
Cette paroisse traditionnelle comprend :
- la ville de Castletown, l’ancienne capitale historique de l’île de Man ;
- le village de Port Erin ;
- le village de Port Saint Mary ;
- l’actuelle paroisse administrative de Rushen.